# L’Hôpital-le-Grand
L’Hôpital-le-Grand ist eine französische Gemeinde mit 1.073 Einwohnern (Stand: 1. Januar 2022) im Département Loire in der Region Auvergne-Rhône-Alpes. Die Gemeinde gehört zum Arrondissement Montbrison und zum Kanton Montbrison. Die Bewohner werden Hospitaliers und Hospitalières genannt.

## Geographie
L’Hôpital-le-Grand liegt etwa 22 Kilometer nordnordwestlich von Saint-Étienne am Forez. Umgeben wird L’Hôpital-le-Grand von den Nachbargemeinden Boisset-lès-Montrond im Norden, Unias im Osten und Nordosten, Craintilleux im Osten und Südosten, Sury-le-Comtal im Süden, Précieux im Westen sowie Grézieux-le-Fromental im Nordwesten.
Durch die Gemeinde führt die Autoroute A72. 

## Bevölkerungsentwicklung
| Jahr                       | 1962 | 1968 | 1975 | 1982 | 1990 | 1999 | 2008 | 2017 |
| -------------------------- | ---- | ---- | ---- | ---- | ---- | ---- | ---- | ---- |
| Einwohner                  | 303  | 341  | 361  | 407  | 506  | 596  | 918  | 1054 |
| Quellen: Cassini und INSEE |      |      |      |      |      |      |      |      |

## Sehenswürdigkeiten
- Pfarrkirche Saint-Laurent aus dem 15./16. Jahrhundert, Sanierung im 19. Jahrhundert

## Persönlichkeiten
- Joseph Valla (um 1720–1790), französischer Ordenspriester und Philosoph, geboren in L’Hôpital-le-Grand